# 科隆縣 (恩特雷里奧斯省)

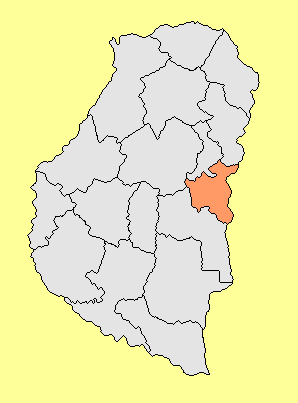

32°13′27″S 58°8′40″W / 32.22417°S 58.14444°W
科隆縣（西班牙語：Departamento Colón），是阿根廷的縣份，位於該國東北部恩特雷里奧斯省，處於烏拉圭河畔，首府設於科隆，面積2,890平方公里，2010年人口62,160，人口密度每平方公里21.51人。